# 斯胡贾尔普尔
斯胡贾尔普尔（Shujalpur），是印度中央邦Shajapur县的一个城镇。总人口42465（2001年）。

## 人口
该地2001年总人口42465人，其中男性22098人，女性20367人；0—6岁人口6734人，其中男3487人，女3247人；识字率68.93%，其中男性为76.23%，女性为61.01%。